# (4237) Raushenbakh
(4237) Raushenbakh (1979 SD4) – planetoida z pasa głównego asteroid okrążająca Słońce w ciągu 4,31 lat w średniej odległości 2,65 j.a. Odkryta 24 września 1979 roku.